# Korona Sudetów Polskich
Korona Sudetów Polskich – 31 najwyższych szczytów i gór wzniesień w polskiej części Sudetów, po jednym z każdego pasma. Odznakę stworzyła i przyznaje Komisja Turystyki Górskiej PTTK Oddziału Wałbrzyskiego.
Aby zdobyć tytuł i odznakę Zdobywcy Korony Sudetów Polskich należy zdobyć wszystkie szczyty w dowolnej kolejności podczas pieszych wędrówek i potwierdzić ten fakt w odpowiedniej książeczce.

## Lista szczytów
| Szczyty Korony Sudetów Polskich | Szczyty Korony Sudetów Polskich            | Szczyty Korony Sudetów Polskich | Szczyty Korony Sudetów Polskich  | Szczyty Korony Sudetów Polskich | Szczyty Korony Sudetów Polskich |
| Lp.                             | Nr podz. fizycznogeogr. Polski Makroregion | Nr podz. fizycznogeogr. Polski  | Mezoregion                       | Najwyższy szczyt                | Wysokość m n.p.m.               |
| ------------------------------- | ------------------------------------------ | ------------------------------- | -------------------------------- | ------------------------------- | ------------------------------- |
| 1                               | 332.1 Przedgórze Sudeckie                  | 332.11                          | Wzgórza Strzegomskie             | Góra Krzyżowa                   | 359                             |
| 2                               | 332.1 Przedgórze Sudeckie                  | 332.12                          | Równina Świdnicka                | Popiel                          | 281                             |
| 3                               | 332.1 Przedgórze Sudeckie                  | 332.13                          | Masyw Ślęży                      | Ślęża                           | 718                             |
| 4                               | 332.1 Przedgórze Sudeckie                  | 332.14                          | Wzgórza Niemczańsko-Strzelińskie | Wrona                           | 458                             |
| 5                               | 332.1 Przedgórze Sudeckie                  | 332.15                          | Obniżenie Podsudeckie            | Górzno (Wzgórze Ernesta)        | 305                             |
| 6                               | 332.1 Przedgórze Sudeckie                  | 332.16                          | Obniżenie Otmuchowskie           | Brzeźnica                       | 492                             |
| 7                               | 332.1 Przedgórze Sudeckie                  | 332.17                          | Przedgórze Paczkowskie           | Kalwaria                        | 385                             |
| 8                               | 332.2 Pogórze Zachodniosudeckie            | 332.25                          | Obniżenie Żytawsko-Zgorzeleckie  | Koło Obserwatora                | 340                             |
| 9                               | 332.2 Pogórze Zachodniosudeckie            | 332.26                          | Pogórze Izerskie                 | Wojkowa                         | 502                             |
| 10                              | 332.2 Pogórze Zachodniosudeckie            | 332.27                          | Pogórze Kaczawskie               | Ostrzyca                        | 501                             |
| 11                              | 332.2 Pogórze Zachodniosudeckie            | 332.28                          | Pogórze Wałbrzyskie              | Sas                             | 515                             |
| 12                              | 332.3 Sudety Zachodnie                     | 332.34                          | Góry Izerskie                    | Wysoka Kopa                     | 1126                            |
| 13                              | 332.3 Sudety Zachodnie                     | 332.35                          | Góry Kaczawskie                  | Skopiec                         | 724                             |
| 14                              | 332.3 Sudety Zachodnie                     | 332.36                          | Kotlina Jeleniogórska            | Grodna                          | 506                             |
| 15                              | 332.3 Sudety Zachodnie                     | 332.37                          | Karkonosze                       | Śnieżka                         | 1603                            |
| 16                              | 332.3 Sudety Zachodnie                     | 332.38                          | Rudawy Janowickie                | Skalnik                         | 945                             |
| 17                              | 332.4/5 Sudety Środkowe                    | 332.41                          | Brama Lubawska                   | Zadzierna                       | 724                             |
| 18                              | 332.4/5 Sudety Środkowe                    | 332.42                          | Góry Wałbrzyskie                 | Borowa                          | 853                             |
| 19                              | 332.4/5 Sudety Środkowe                    | 332.43                          | Góry Kamienne                    | Waligóra                        | 934                             |
| 20                              | 332.4/5 Sudety Środkowe                    | 332.44                          | Góry Sowie                       | Wielka Sowa                     | 1015                            |
| 21                              | 332.4/5 Sudety Środkowe                    | 332.45                          | Góry Bardzkie                    | Kłodzka Góra                    | 765                             |
| 22                              | 332.4/5 Sudety Środkowe                    | 332.46                          | Obniżenie Noworudzkie            | Włodzicka Góra                  | 758                             |
| 23                              | 332.4/5 Sudety Środkowe                    | 332.47                          | Obniżenie Ścinawki               | Nowa Kopa                       | 556                             |
| 24                              | 332.4/5 Sudety Środkowe                    | 332.48                          | Góry Stołowe                     | Szczeliniec Wielki              | 919                             |
| 25                              | 332.4/5 Sudety Środkowe                    | 332.51                          | Pogórze Orlickie                 | Grodczyn                        | 803                             |
| 26                              | 332.4/5 Sudety Środkowe                    | 332.52                          | Góry Orlickie                    | Orlica                          | 1084                            |
| 27                              | 332.4/5 Sudety Środkowe                    | 332.53                          | Góry Bystrzyckie                 | Jagodna                         | 977                             |
| 28                              | 332.4/5 Sudety Środkowe                    | 332.54                          | Kotlina Kłodzka                  | Sikornik                        | 550                             |
| 29                              | 332.6 Sudety Wschodnie                     | 332.61                          | Góry Złote                       | Postawna                        | 1117                            |
| 30                              | 332.6 Sudety Wschodnie                     | 332.62                          | Masyw Śnieżnika                  | Śnieżnik                        | 1425                            |
| 31                              | 332.6 Sudety Wschodnie                     | 332.63                          | Góry Opawskie                    | Biskupia Kopa                   | 889                             |